# Thuidium patrum
Thuidium patrum är en bladmossart som beskrevs av Aloysio Sehnem 1976. Thuidium patrum ingår i släktet tujamossor, och familjen Thuidiaceae. Inga underarter finns listade i Catalogue of Life.